# Belles montagnes et mer

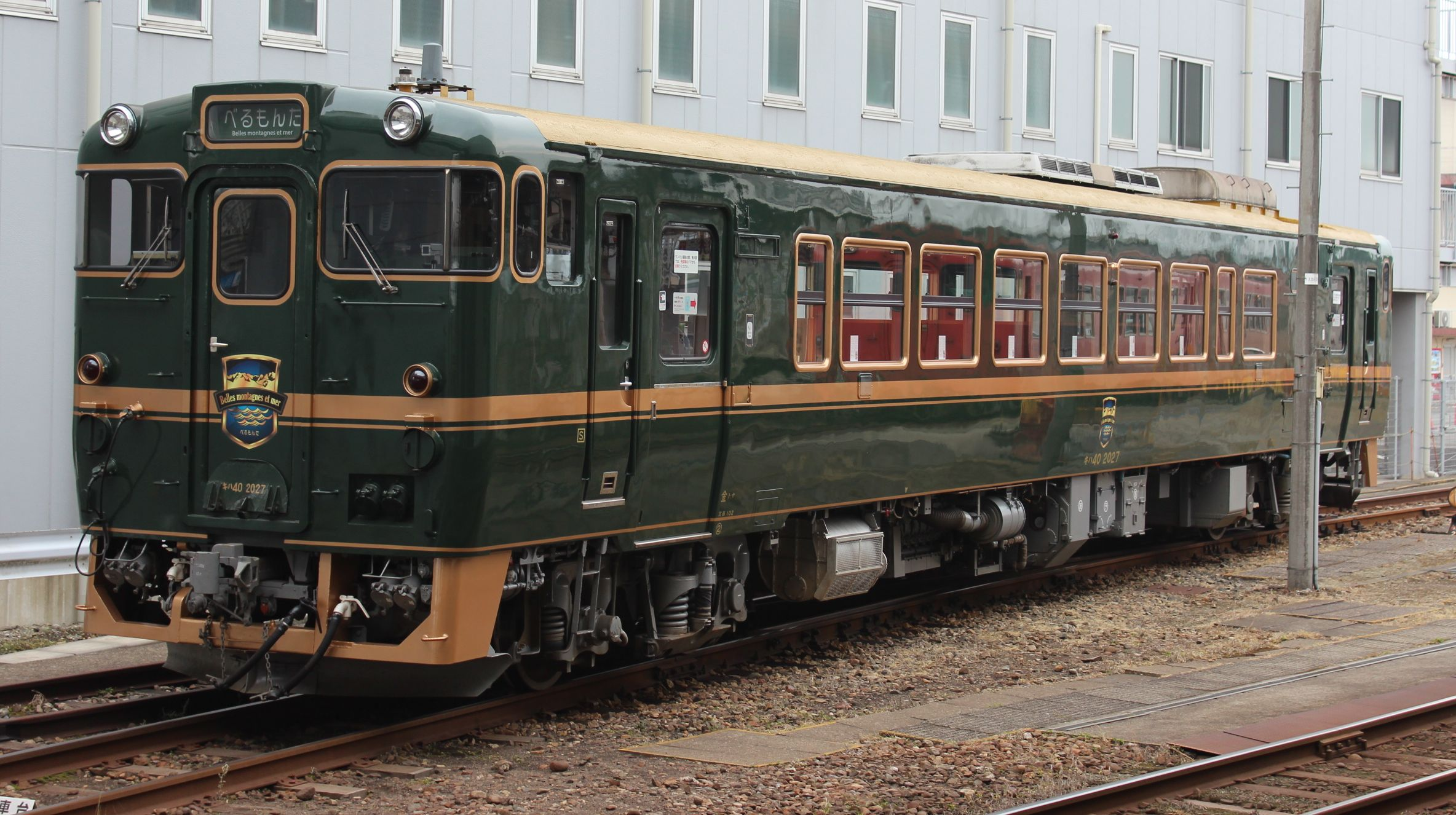

Belles montagnes et mer (jap. ベル・モンターニュ・エ・メール, Belles montagnes et mer) ist der Name eines touristischen Ausflugszuges der West Japan Railway Company (JR West), welcher auf der Jōhana-Linie und der Himi-Linie in der Präfektur Toyama auf der japanischen Insel Honshū verkehrt. Der aus dem Französischen stammende Name Belles montagnes et mer (zu Deutsch etwa: "Schöne Berge und Meer") bezieht sich auf das Hida-Gebirge, bzw. den dazugehörigen Berg Tateyama und die Toyama-Bucht, welche vom Zug aus in der Ferne sichtbar sind.

## Route
Die Jōhana-Linie und die Himi-Linie werden abwechselnd an Samstagen und Sonntagen auf ganzer Länge befahren. Zustiegsmöglichkeiten von anderen Bahnlinien bestehen von den Bahnhöfen Takaoka und Shin-Takaoka.

## Ausstattung und Service
Der einteilige Dieseltriebwagen, welcher aus dem Umbau einer Baureihe KiHa 40 entstand, bietet für Fahrgäste insgesamt 39 Sitzplätze. Auf der während der Fahrt dem Meer zugewandten Seite befinden sich zum Fenster hin ausgerichtete Sitzplätze. An einem Ende des Wagens befindet sich ein Verkaufsstand, an dem während der Fahrt lokale Getränke und Speisen, wie z. B. Leuchtkalmar angeboten werden.